# Heilwig von Holstein

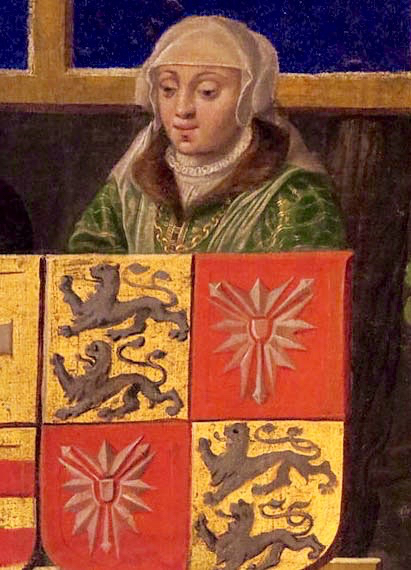
Heilwig mit Familienwappen auf Schloss Rosenborg

Heilwig von Holstein (* 1400; † 1436) war Gräfin von Oldenburg und Mutter des Christian I., des ersten Königs oldenburgischer Linie.

## Leben
Heilwig von Holstein war eine Tochter von Gerhard VI. von Holstein-Rendsburg (* um 1367; † 4. August 1404) aus dem Haus Schauenburg und der Elisabeth von Braunschweig, einer Tochter von Magnus II. von Braunschweig-Lüneburg. Heilwigs Bruder Adolf VIII. von Holstein übernahm nach ihrem frühen Tod die Erziehung ihrer Söhne.
Am 23. November 1423 heirateten Heilwig von Holstein und Dietrich von Oldenburg. Der Ehe entstammten folgende Kinder:
- Adelheid (* 1425; † 1475) - verheiratet mit 1. Ernst III., Graf von Hohnstein († 1454) und 2. Gebhard VI. von Mansfeld († 1492)
- Christian I. (* 1426; † 1481), Graf von Oldenburg; König von Dänemark, Schweden, Norwegen; Herzog von Schleswig und Holstein
- Moritz III. (* 1428; † 1464), Graf von Delmenhorst
- Gerhard der Mutige (* 1430; † 1500), Graf von Oldenburg und Delmenhorst